# The Winner Is
 (août 2014).
Si vous disposez d'ouvrages ou d'articles de référence ou si vous connaissez des sites web de qualité traitant du thème abordé ici, merci de compléter l'article en donnant les références utiles à sa vérifiabilité et en les liant à la section « Notes et références ».
The Winner Is est une émission de téléréalité française diffusée le 2 août 2014 sur TF1 et présentée par Benjamin Castaldi. Elle n'a survécu que le temps d'une émission, car elle fut rapidement déprogrammée faute d'audience.

## Jeu
Lors de chaque émission huit candidats, ou groupes s'affrontent afin de remporter la somme maximale de 100 000 €. Mais pour les remporter, les candidats (ou groupes) vont devoir se battre en duel et gagner leurs trois rounds. Les candidats (ou groupes) sont associés par deux et passent chacun à leur tour pour chanter une chanson de leur choix, devant un panel de 100 personnes, ainsi qu'une célébrité de la chanson. Après chaque duel, des indices sont donnés aux candidats (ou groupes) pour les renseigner sur la tendance des votes. Et enfin, après avoir perçu les différents indices, certains candidats (ou groupe) seront confrontés à un dilemme : prendre une somme d'argent contre sa propre élimination.

### Premier Round
Lors du premier tour, huit concurrents ou groupes sont associés par deux et chantent l'un contre l'autre. Après que chaque concurrent, ou groupe, a exécuté sa chanson, les 101 électeurs votent pour celui qui a le mieux chanté. Après leur prestation, trois indices leur sont proposés. Tout d'abord, chaque candidat doit choisir deux numéros entre 1 et 100 (le panel). Ceci leur permet de découvrir le vote de ces quatre personnes. Le deuxième est l'avis de l'artiste : on découvre son vote. Et pour finir, les scores sont divulgués sans être attribués aux candidats. Après avoir découvert ces indices, le candidat ayant perçu le moins de votes, parmi les cinq déjà divulgués, se voit proposer un dilemme. Il a le choix entre continuer le jeu ou partir et empocher 10 000 €. Si celui-ci n'accepte pas le dilemme, ce dernier est alors proposé au deuxième candidat ou groupe. Le candidat sortant gagnant de ce tour passe au deuxième round.

### Deuxième Round (Demi-Finale)
Lors du deuxième tour, quatre concurrents ou groupes sont associés par deux et chantent l'un contre l'autre. Après que chaque concurrent, ou groupe, a exécuté sa chanson, les 101 électeurs votent pour celui qui a le mieux chanté. Après leur prestation, deux indices leur sont proposés. Le premier est l'avis de l'artiste : on découvre son vote. Et le deuxième, les scores sont divulgués sans être attribués aux candidats. Après avoir découvert ces indices, le candidat n'ayant pas perçu le vote de l'artiste se voit proposer un dilemme. Il a le choix entre continuer le jeu ou partir et empocher 20 000 €. Si celui-ci n'accepte pas le dilemme, ce dernier est alors proposé au deuxième candidat ou groupe. Le candidat sortant gagnant de ce tour passe au troisième round.

### Troisième Round (Finale)
Lors du troisième et dernier tour, les deux derniers concurrents ou groupes se confrontent et chantent l'un contre l'autre. Après que chaque concurrent, ou groupe, a exécuté sa chanson, les 101 électeurs votent pour celui qui a le mieux chanté. Après leur prestation, un seul indice leur est proposé : il s'agit des scores divulgués mais non attribués aux candidats. Après avoir découvert cet indice, les deux candidats se voient proposer un ultime dilemme. Ils ont le choix entre continuer le jeu ou partir et empocher 30 000 €. Celui qui ne prend pas l'argent doit se confronter aux votes du panel, s'il a le plus de votes il remporte l'émission et les 100 000 €, mais sinon il repart bredouille.

## Saison 1

### Émission 1
Cette première émission a été diffusée sur TF1 le 2 août 2014 à 20h55, avec comme invité Emmanuel Moire. Cette première émission a été remportée par Héléna.

#### Candidats
| Candidats        | Âge             | Origine                   | Résultats | Gains     |
| ---------------- | --------------- | ------------------------- | --------- | --------- |
| Héléna           | 22 ans          | Saint-Maur-des-Fossés     | Gagnante  | 100 000 € |
| Yoann            | 29 ans          | Port-de-Bouc              | 3e round  | 30 000 €  |
| Lucas            | 18 ans          | Tours                     | 2e round  | 20 000 €  |
| Jean-Marc        | 21 ans          | Marseille                 | 2e round  | 0 €       |
| Corinne          | 49 ans          | Marseille                 | 1er round | 10 000 €  |
| Lise             | 26 ans          | Nice                      | 1er round | 10 000 €  |
| Shanaya          | 26 ans          | Bordeaux                  | 1er round | 10 000 €  |
| Isabelle & Sonia | 34 ans / 31 ans | Aix-en-Provence / Valence | 1er round | 0 €       |

#### Déroulement
| Premier Round                | Premier Round             | Premier Round                  | Premier Round                                   | Premier Round                 | Premier Round                     | Premier Round                     | Premier Round                     | Premier Round                     |
|                              | VS                        | VS                             | VS                                              | VS                            | VS                                | VS                                | VS                                | VS                                |
| ---------------------------- | ------------------------- | ------------------------------ | ----------------------------------------------- | ----------------------------- | --------------------------------- | --------------------------------- | --------------------------------- | --------------------------------- |
| Candidats                    | Shanaya                   | Héléna                         | Yoann                                           | Isabelle & Sonia              | Lise                              | Lucas                             | Jean-Marc                         | Corinne                           |
| Chansons                     | Crazy in love – Beyoncé   | I Am What I Am – Gloria Gaynor | SOS d'un terrien en détresse – Daniel Balavoine | No More Tears – Ozzy Osbourne | Parler à mon père – Céline Dion   | All of Me – John Legend           | Sur ma peau – Louis Delort        | L'envie – Johnny Hallyday         |
| Vote artiste                 |                           | ✔                              | ✔                                               |                               |                                   | ✔                                 | ✔                                 |                                   |
| Votes total /101             | 8                         | 93                             | 63                                              | 38                            | 30                                | 71                                | 83                                | 18                                |
| Dilemmes                     | ✔️                        | -                              | ❌                                              | ❌                            | ✔️                                | -                                 | -                                 | ✔️                                |
| Gains                        | 10 000 €                  | Passage 2e Round               | Passage 2e Round                                | 0 €                           | 10 000 €                          | Passage 2e Round                  | Passage 2e Round                  | 10 000 €                          |
| Deuxième Round (Demi-finale) |                           |                                |                                                 |                               |                                   |                                   |                                   |                                   |
|                              | VS                        | VS                             | VS                                              | VS                            | VS                                | VS                                | VS                                | VS                                |
| Candidats                    | Jean-Marc                 | Jean-Marc                      | Héléna                                          | Héléna                        | Yoann                             | Yoann                             | Lucas                             | Lucas                             |
| Chansons                     | Impossible – James Arthur | Impossible – James Arthur      | Donne-moi le temps – Jenifer                    | Donne-moi le temps – Jenifer  | Titanium – David Guetta & Sia     | Titanium – David Guetta & Sia     | Le Graal – Kyo                    | Le Graal – Kyo                    |
| Vote artiste                 |                           |                                | ✔                                               | ✔                             | ✔                                 | ✔                                 |                                   |                                   |
| Votes total /101             | 38                        | 38                             | 63                                              | 63                            | 82                                | 82                                | 19                                | 19                                |
| Dilemmes                     | ❌                        | ❌                             | ❌                                              | ❌                            | -                                 | -                                 | ✔️                                | ✔️                                |
| Gains                        | 0 €                       | 0 €                            | Passage 3e Round                                | Passage 3e Round              | Passage 3e Round                  | Passage 3e Round                  | 20 000 €                          | 20 000 €                          |
| Troisième Round (Finale)     |                           |                                |                                                 |                               |                                   |                                   |                                   |                                   |
|                              | VS                        |                                |                                                 |                               |                                   |                                   |                                   |                                   |
| Candidats                    | Héléna                    | Héléna                         | Héléna                                          | Héléna                        | Yoann                             | Yoann                             | Yoann                             | Yoann                             |
| Chansons                     | Proud Mary – Tina Turner  | Proud Mary – Tina Turner       | Proud Mary – Tina Turner                        | Proud Mary – Tina Turner      | Envole-moi – Jean-Jacques Goldman | Envole-moi – Jean-Jacques Goldman | Envole-moi – Jean-Jacques Goldman | Envole-moi – Jean-Jacques Goldman |
| Votes total /101             | 60                        | 60                             | 60                                              | 60                            | 41                                | 41                                | 41                                | 41                                |
| Dilemmes                     | ❌                        | ❌                             | ❌                                              | ❌                            | ✔️                                | ✔️                                | ✔️                                | ✔️                                |
| Gains                        | 100 000 €                 | 100 000 €                      | 100 000 €                                       | 100 000 €                     | 30 000 €                          | 30 000 €                          | 30 000 €                          | 30 000 €                          |

Légende :
- ✔: L'artiste a voté pour ce candidat.
- : Le candidat a accepté le dilemme.
- : Le candidat n'a pas accepté le dilemme.
- : Le candidat gagne le duel.
- : Le candidat perd le duel.

## Audiences
| Émissions | Jour et horaire de diffusion   | Téléspectateurs | Parts de marché sur les 4 ans et plus | Références |
| --------- | ------------------------------ | --------------- | ------------------------------------- | ---------- |
| 1         | Samedi 2 août 2014 20:55-23:00 | 2 645 000       | 15,4 %                                | [ 2 ]      |